# 国王级战列舰
国王级战列舰（德語：König-Klasse）是德意志帝国海军在第一次世界大战前夕建造的四艘战列舰的船级。该船级由国王号、大选帝侯号、藩侯号和王储号所组成。战争於1914年爆发后，作为公海舰队最强大的军舰，该船级在整个一战期间都被编入第三战列分舰队的第五支队服役。期间舰只参加了日德兰海战的若干舰队行动，并在該次海戰中担当战斗队形的先锋。它们在战争中全部幸存，并于1918年11月被英国皇家海军扣留在斯卡帕湾。当海军少将路德维希·冯·罗伊特下令凿沉整个公海舰队后，全部四艘同级舰均在1919年6月21日沉没。
国王级是在其前身皇帝级的基础上进行改良，其中一个主要的变化是主炮炮位的布置。皇帝级舰在五座双联发炮塔中安装了十门305毫米50倍径速射炮，其中一座炮塔安装在舰艏，两座以超射布局部署在舰艉，另外两座則作为翼炮塔以锯齿梯阵配置在舰舯。而在国王级上，翼炮塔不再有主炮作用，取而代之的是第二炮塔前移并安排为超射布局，以及一座被安装於舰舯中心线的独立向后炮塔，它们可在舷侧来回移动，但无法向前开火；舰尾的两座超射炮塔则被保留。这使得舷侧拥有更宽的射击角度，因为所有十门炮都可以在同一个大区域进行发射，然而舰只的向前开火能力却被降低，有六门炮局限于在翼炮塔进行横向移动，仅四门炮可以全向发射。

## 设计
国王级战列舰是根据《德国海军法》的第二修订案进行研发。该修订案作为对英国的无畏号在1906年下水后的回应提出，但同時在1906年分配至德國海军的资金亦將於原定1911年再次补充資金之前用完。而在法案中，除了追加預算以外，所有大型軍艦的服役期限也從25年缩短為20年；这是要迫使帝国议会划拨更多的资金給额外舰艇。为了向议会施压，时任帝国海军部总参谋的阿爾弗雷德·馮·鐵必制威胁辞职，该法案在1908年3月获得压倒性通过。
服役寿命的缩短使得海防舰齐格弗里德级和奥尔登堡级以及战列舰勃兰登堡级都必须替换。在1906年通过的海军法第一修订案条款中，提尔皮茨曾要求但未能争取到新战列舰的研发资金；研發資金现在已得到了议会的批准。新海军法还额外增加了10亿金马克用于海军预算。在四艘萨克森级铁甲舰被替换为四艘拿骚级战列舰，以及六艘西格弗里德级舰只被替换为黑尔戈兰级和皇帝级之后，接下来将被替换的舰只将是勃兰登堡级战列舰。国王号和它的三艘姊妹舰分别以S号、替换腓特烈·威廉选帝侯号（Ersatz Kurfürst Friedrich Wilhelm）、魏森堡号（Ersatz Weissenburg）和勃兰登堡号（Ersatz Brandenburg）作为临时名称被订购。

### 整体特征

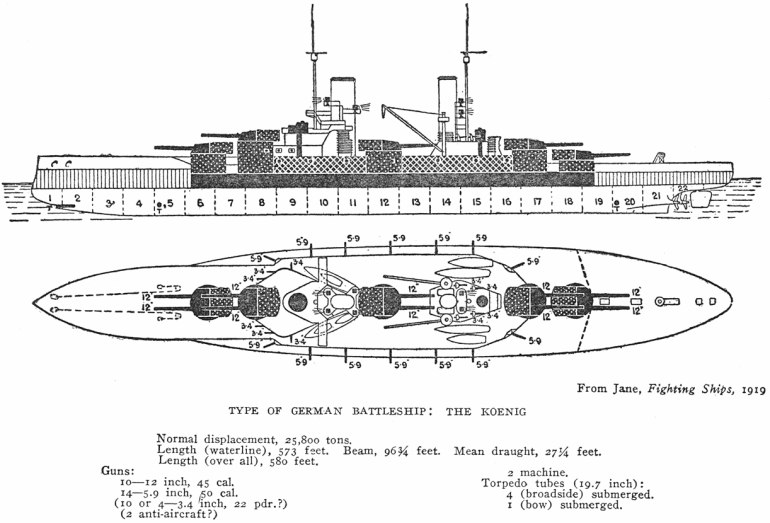
国王级的平面及立面图，来自1919年的《简氏战舰年鉴》

国王级战列舰的水线长度为174.7米，全长为175.4米。在29.5米的梁宽、9.19米的前吃水和9.0米的后吃水下，国王级的常规排水量达到25796吨，處於全作战负载时的最大排水量則可达28600吨。舰身以横向及纵向的钢结构框架建造，外侧船壳钢板则以铆钉接合。船体被分为18个水密隔艙，其中包括长度占船体总长约88%的双层船底。
德国海军历史学家埃里希·格略讷（Erich Gröner）在他的著作《德国军舰1815-1945年》中写道，德国海军认为国王级是“非常优秀的海上舰船”。它们遭遇巨浪時仅有轻微的速度损失，在满舵时最多损失66%的速度和8度倾侧。同时它们还有2.59米的横向稳心高度。国王号、大选帝侯号、藩侯号和王储号的标准船员编制均为41名军官和1095名士兵；而国王号作为第三战列分舰队的旗舰，还可额外配备14名军官和68名士兵。所有舰体内部都可携带若干小型船只，標準配備包括一艘哨艇、三艘驳船、两艘汽艇、两艘高低桅帆船和两艘小划艇。

### 推进装置
国王级最初设想的推进装置是由两個由蒸汽涡轮机驱动的外軸，及使用MAN牌六缸二冲程柴油发动机，每分钟150转产生12000匹轴马力之中心轴組成。然而柴油机的发展却旷日持久，当局遂在随后决定仅将这一技术安装在大选帝侯号和藩侯号之中，但最终全部国王级战列舰均未安装柴油发动机。作为替代，它们分别配备了三组帕森斯（国王号及王储号）、AEG-伏尔铿（大选帝侯号），或贝格曼（藩侯号）式蒸汽轮机以驱动直径为3.8米的三叶螺旋桨。蒸汽由运作在16个水密隔艙内的3台燃油及12台燃煤的舒尔茨－桑尼克罗夫特式（Schulz-Thornycroft）细管径三锅筒水管锅炉提供。
动力装置的额定功率为30576匹轴马力（22801千瓦）。在试航中，舰只也曾达到过40834－45568匹轴马力（30450－33980千瓦）。舰只设计的最高速度为21節（39每小時；24英里每小時），并可以12节的巡航速度航行8000海里（15000公里），若速度达到18节，则航程会被缩短为4000海里。最大燃料携带能力为3000吨燃煤及600吨重油。每艘舰有两个方向舵。电力是由四组涡轮发电机和一对柴油发电机提供，可输出总电功率为2040千瓦的225伏特电力。

### 武器系统

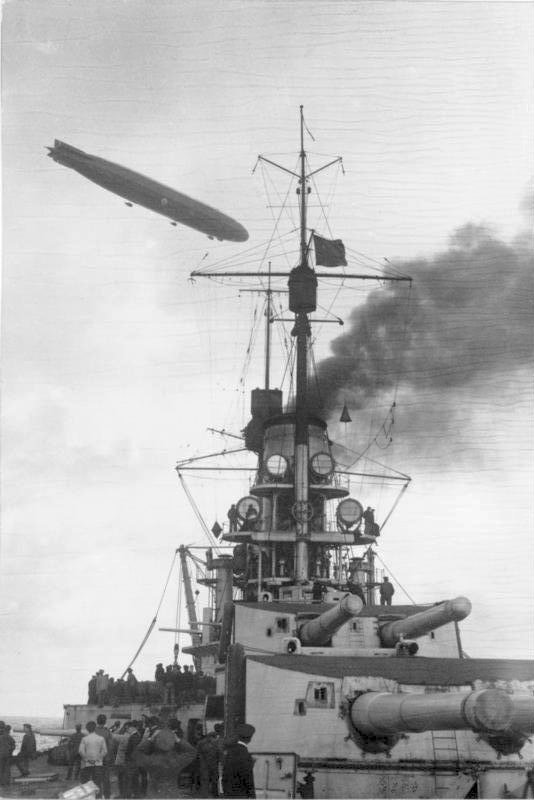
大选帝侯号的尾部炮台

国王级战列舰装备的主炮为十门305毫米50倍径速射炮，它们分布在五座双联装炮塔中。两座炮塔以超射布局被安装在主甲板上层舰艏，第三座置于两个烟囱之间的舰舯，而第四和第五座炮塔也以超射布局排列在司令塔后方的舰艉。每座炮塔下方都有一个操作室，并与回转扬弹的更下方弹药库相连。炮塔采用电力控制，炮口是通过液压升降。为致力降低火灾的可能性，炮塔内的一切都由钢材制造。舰舯炮塔的布置是根据前身皇帝级进行改良，这使得所有十门主炮的側向射角較大，並有四门可以朝正前方发射——而不是皇帝级的两门。全船有900發彈藥，意即每門炮有90發。305毫米炮具有每分钟发射2－3枚405.5公斤重的穿甲弹的射速，并且预计可在需要更换炮管前发射200发。该炮也可以用作发射405.9公斤重的烈性炸药。这两种类型的弹药是通过两个装药器进行装填：RP C/12型主推进剂装药上膛至重达91公斤的黄铜药筒内，RP C/12型前推进器装药则上膛至34.5公斤重的丝绸炸药包。这可提供每秒855米的初速。国王级战列舰的炮塔最初允许提升的最大角度为13.5度，这使得最大射程为16200米。而在经过改良后，提升角度被增加至16度，射程范围也相应的增加至20400米。
副炮系统包括十四门150毫米45倍径速射炮，它们分别安装在顶层甲板侧面的MPL C/06.11型炮廓内。这些炮被用于防御鱼雷艇，并可总共供应2240发炮弹。炮弹可以打击13500米以内的目标，而在1915年改良后，射程范围扩大至16800米。其持续射速为每分钟5至7轮。炮弹重45.3公斤，并会连同13.7公斤重的RP C/12型推进剂装药上膛至黄铜药筒。它提供的初速为每秒835米。炮口在需要更换前的工作寿命估计约为1400发。
国王级还携带有六门安装在炮廓内的88毫米45倍径速射炮。六门炮分布在司令塔前方的两侧，并都朝向正前方。这些炮总共可供应3200轮、或每炮200发弹药，射速为每分钟15发。10公斤重的烈性炸药可以通过这些炮口发射，并连同3公斤重的RP C/12型推进剂装药上膛。这些炮的预计寿命约为7000轮。它们后来被移除，并由安装在司令塔后方两侧的四门88毫米45倍径高射炮所取代。
按照无畏舰时代主力舰的惯例，舰只还武装有五门500毫米水下鱼雷发射管。其中一门分布在舰艏，其余四门则安装在舷侧——每侧各两门。这些发射管可供应16枚鱼雷。鱼雷为G7型，它们有7.02米长，并都配备有一个重达195公斤的爆破弹头。在37节的航行速度中，鱼雷的射程范围为4000米，而当速度下降至27海里时射程范围则可增加一倍以上，至9300米。

### 装甲系统
国王级战列舰的装甲防护系统采用克虏伯生产的渗碳装甲，这是同期德国军舰的标准配置。舰只中央的主防御区包裹有350毫米厚的装甲带，它们大多位于舰只最重要的部分。这也包括弹药库和轮机舱。次级防御区的装甲带则有所减弱，至前部180毫米和尾部120毫米。舰艏和舰艉则不受装甲保护。防鱼雷舱壁的装甲隔板厚40毫米，纵贯整个舰体的长度，仅比主装甲带短若干米。主装甲甲板在大多数区域都有60毫米厚，尽管涉及舰只更重要区域的部分厚度增大至100毫米。
前司令塔也受重型装甲保护，两侧分别为300毫米厚和塔顶为150毫米厚。后司令塔则采用较薄的装甲，其两侧分别只有200毫米厚和塔顶为50毫米厚。而各主炮塔两侧则有300毫米厚，塔顶为110毫米厚。150毫米炮的炮廓也有170毫米厚的装甲板，炮本身则具有80毫米厚的保护层，以保护船员免受弹壳碎片击中。

## 建造
国王号作为这一船级的主导舰，是在威廉港的帝国船厂以编号33建造。它于1911年进行龙骨架设，1913年下水，并于1914年8月9日编入舰队服役。大选帝侯号为该船级的第二艘舰，是在汉堡的伏尔铿船厂以编号4建造。它也于1911年进行龙骨架设，1913年5月5日下水，并在国王号之前于1914年7月30日入役。藩侯号是在不来梅的威悉船厂以编号186建造。它于1911年架设，1913年6月4日下水，并在1914年10月1日——即第一次世界大战爆发后不久入役。王储号作为该船级的最后一艘舰，是在1912年于基尔的日耳曼尼亚船厂架设。它于1914年2月21日下水，并在九个月后便于11月8日入役。

### 国王级舰只
| 舰只       | 造船厂             | 名称来源                  | 架设日期   | 下水日期      | 完工日期      | 结局              |
| ---------- | ------------------ | ------------------------- | ---------- | ------------- | ------------- | ----------------- |
| 国王号     | 威廉港帝国船厂     | 符腾堡威廉二世国王        | 1911年10月 | 1913年3月1日  | 1914年8月10日 | 1919年6月21日凿沉 |
| 大选帝侯号 | 汉堡伏尔铿船厂     | 勃兰登堡腓特烈·威廉选帝侯 | 1911年10月 | 1913年5月5日  | 1914年7月30日 | 1919年6月21日凿沉 |
| 藩侯号     | 不来梅威悉船厂     | 巴登藩侯                  | 1911年11月 | 1913年6月4日  | 1914年10月1日 | 1919年6月21日凿沉 |
| 王储号     | 基尔日耳曼尼亚船厂 | 普鲁士威廉王储            | 1911年11月 | 1914年2月21日 | 1914年11月8日 | 1919年6月21日凿沉 |

## 服役历史

### 突袭斯卡布罗、哈特尔浦及惠特比

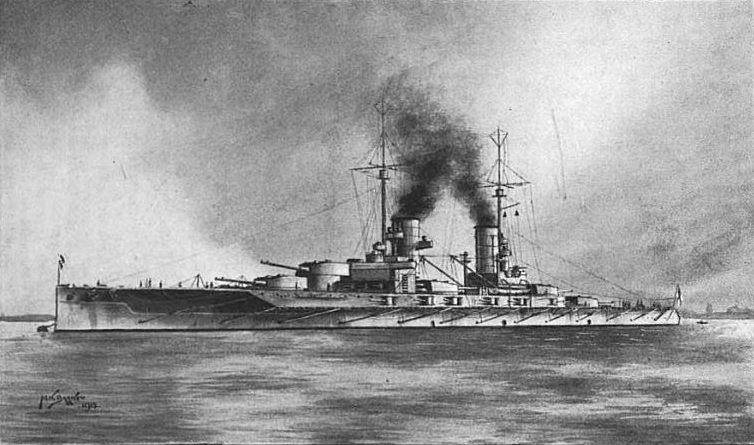
王储号插图

国王级战列舰在战争中参加的首次重大行动是1914年11月15日至16日的突袭斯卡布罗、哈特尔浦及惠特比。这次突袭主要是由弗朗茲·馮·希佩爾率领的战列巡洋舰编队的第一侦察集群实施。而国王级战列舰，连同拿骚级、黑尔戈兰级和皇帝级等公海舰队主力则进行远程支援。公海舰队的指挥官腓特烈·冯·英格诺尔决定占据大致在北海中部，即斯卡布罗以东约130海里的位置。
英国皇家海军此时已从最近搁浅的马格德堡号巡洋舰上截取了德军的电码本，意识到行动正在进行，但不确定德国人将在何处发动袭击。因此，海军部下令派出戴维·贝蒂率领的第一战列巡洋分舰队、六艘战列舰组成的第二战列分舰队，以及一些巡洋舰和驱逐舰，试图对德国战列巡洋舰进行拦截。然而，贝蒂的特混编队却直接冲入了公海舰队主力舰群中。清晨6时20分，贝蒂的部分驱逐舰接触到了德国V155号鱼雷艇。这使得英国驱逐舰和德国巡洋舰频繁在超近距离中开始了长达两小时的混战。在首次相遇的时候，国王级战列舰距离6艘英国无畏舰仅有不到10英里，这是在极佳的射程范围之内，但在黑暗中，无论是英国或德国指挥官均未察觉到对方舰队的虚实。尽管德皇下令在没有他明确批准的情况下不要让舰队轻举妄动，但英格诺尔将军对此感到厌恶，不愿意遵守。他得出的结论为己方部队面对的是大舰队主力，因此在首次接触的10分钟后，他下令向左转舵往西南方向前进。转舵因持续攻击而延误，但还是在6时42分完成。在随后大约40分钟的时间里，两支舰队是以平行的航线行驶。至7时20分，英格诺尔下令进一步向左转舵，将他的舰队驶回德国水域。

### 炮击雅茅斯及洛斯托夫特
国王级战列舰参加了另一次英格兰沿岸的突袭行动，并再次为德国的战列巡洋舰舰队的第一侦查群提供支援。第一侦查群是在1916年4月24日10时55分从亚德湾锚地出发，公海舰队的其余部分则随后在13时40分出发。战列巡洋舰塞德利茨号在前往目标的途中撞上水雷，并不得不撤回。其它战列巡洋舰在炮击洛斯托夫特时大致平安无事，但在接近雅茅斯期间遇到了哈里奇部队的英方巡洋舰。双方遂进行了短暂的交火，直至哈里奇部队后撤。而英国潜艇在该地区出没的报告则促使第一侦查群撤退。同时，赖因哈德·舍尔将军也在收到大舰队从斯卡帕湾基地出动的警告后，率领公海舰队大部撤回至德国的安全水域。

### 日德兰海战
四艘国王级战列舰作为公海舰队出击行动的一部分，导致了日德兰海战在1916年5月31日至6月1日爆发。行动再次试图对大舰队进行部分牵扯和隔离，并在英国主力舰队报复之前将其摧毁。国王号、大选帝侯号、藩侯号和王储号组成了第三战列分舰队的第五支队，它们是队形的先锋。第三战列分舰队位于三个战列舰部队之首，其正后方为该分舰队第六支队的皇帝级战列舰。皇帝级身后是第二战列分舰队的黑尔戈兰级和拿骚级；殿后部队则由第一战列分舰队年迈的德国级前无畏舰组成。
在欧洲中部时间16:00前不久，第一侦查群的战列巡洋舰与戴维·贝蒂率领的英国第一战列巡洋分舰队相遇，双方就此开始火炮决斗，其中英国的不倦号在17:00过后、以及玛丽皇后号在不足一个半小时后均被摧毁。与此同时，德国的战列巡洋舰为了将英国舰只引向公海舰队的主力而向南航行。至17时30分，德国战列舰群的首舰，国王号发现第一侦查群和第一战列巡洋分舰队接近。德国战列巡洋舰旋即向右转舵航行，而英国舰只则向左转舵。17时45分，舍尔下令向左转舵2度以使其舰只靠近英国战列巡洋舰，一分钟后，即17时46分，他下达了开火的命令。

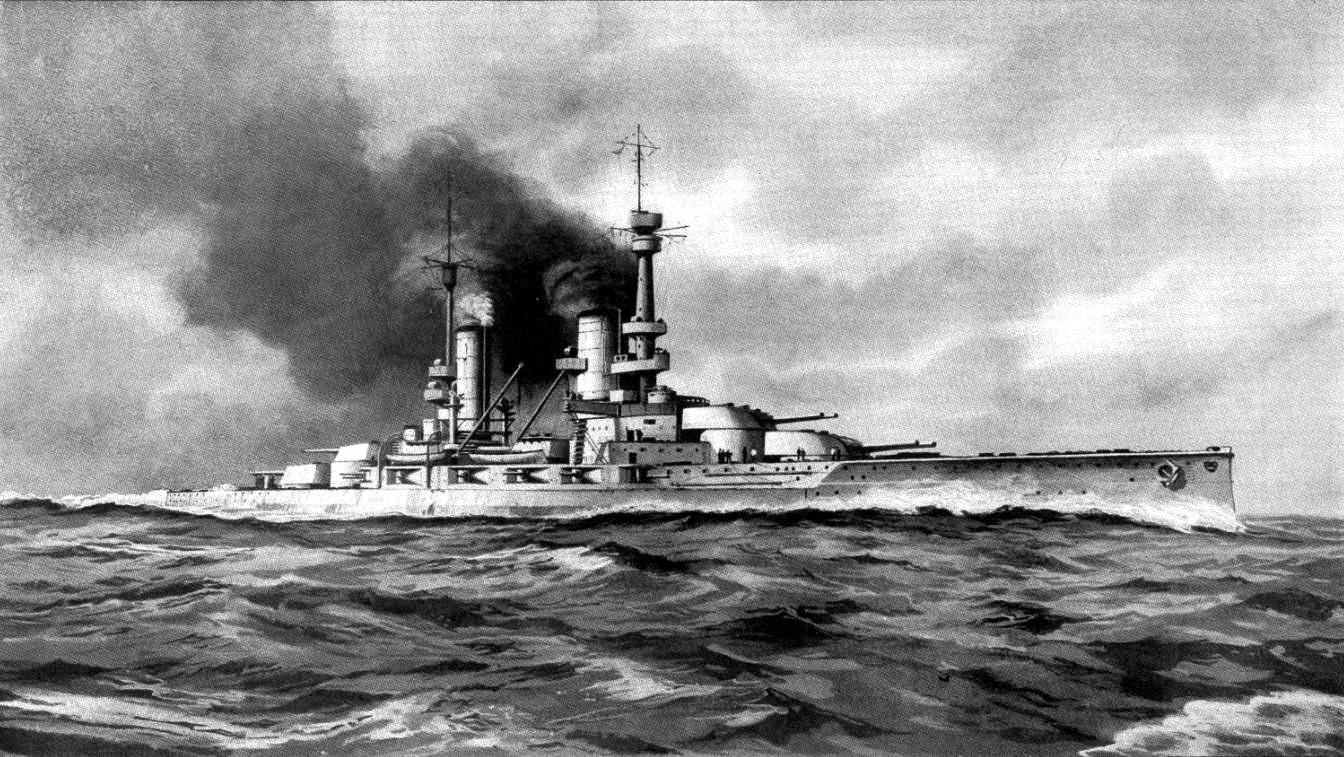
航行中的国王号

国王号、大选帝侯号和藩侯号最先到达有效射程，它们在21000码的范围内分别迎击战列巡洋舰狮号、长公主号和虎号。国王号的第一次齐射未能命中其目标，于是转向离它最近的英国舰只——虎号开火。同时，这艘带头的国王级战列舰开始射击驱逐舰啄羊鹦鹉号和斗鹎号。两艘驱逐舰被德舰队形包围，并在忍受了一阵炮击后移动至一个较好的射击点。它们各向国王号和大选帝侯号发射了两枚鱼雷，但全部四枚武器均告射失。作为回报，来自其中一艘战列舰的副炮击中了啄羊鹦鹉号并摧毁其轮机舱。该舰连同游牧人号驱逐舰直接瘫痪及横卧在德舰队形前进的路径上。两艘驱逐舰相继沉没，但德国鱼雷艇停下救起幸存者。在18时左右，四艘国王级战列舰转向正在迫近的伊丽莎白女王级战列舰开火，但射击只持续了很短的时间，因为双方距离又逐渐拉大。
傍晚19:00后不久，德国巡洋舰威斯巴登号已被无敌号的炮弹击残，国王号的海军少将保罗·贝恩克试图调遣其舰只对受伤的巡洋舰进行保护。与此同时，英国的第三及第四轻巡洋分舰队开始对德舰队形展开鱼雷攻击，在推进至鱼雷射程范围的同时，它们也利用主炮扼制威斯巴登号。国王级战列舰对英国巡洋舰猛烈开火，但即便是德舰主炮的持续射击也未能击退英国的巡洋舰群。在随后的混战中，英国的装甲巡洋舰防卫号遭到几枚来自德国无畏舰的大口径炮弹击中。一组齐射穿透了该舰的弹药库，并伴随着巨大的爆炸被摧毁。
在德国舰队返回亚德湾的时候，拿骚级战列舰的拿骚号、威斯特法伦号和波森号，以及黑尔戈兰级战列舰的黑尔戈兰号和图林根号负责在外部锚地执行警卫任务。皇帝级战列舰的皇帝号、女皇号和柳特波德摄政王号负责封锁威廉港外围的防御阵地。而四艘国王级战列舰以及其它的主力舰——那些仍然具备作战能力，自身拥有燃料和库存单药的舰只则在内港进行补给。

### 8月19日舰队出动
在1916年8月19日的舰队出动中，第一侦察集群对北海桑德兰沿岸的城镇实施炮击，试图引诱和摧毁贝蒂的战列巡洋舰。由于毛奇号和冯·德坦恩号是仅有的两艘在日德兰海战后仍具备作战条件的德国战列巡洋舰，因此有另外三艘无畏舰被分配至部队参与行动，分别为大选帝侯号、藩侯号和新入役的巴伐利亚号。舍尔上将和公海舰队的其余15艘无畏舰则拖后及提供掩护。但英国人已事先破译了德国人的计划，并派出大舰队应战。在14时35分，舍尔收到了大舰队迫近的警告，他并不愿意在难分伯仲的日德兰海战后仅11周便又与整个大舰队交战，于是下令全体舰队掉头撤回德国港口。

### 阿尔比恩行动
在1917年9月上旬，继德国攻克俄国港口里加后，德国海军决定驱逐仍残留在里加湾的俄国海军力量。为此目的，海军部的行动计划是夺取波罗的海岛屿萨雷马岛，尤其是夺取瑟尔韦半岛的俄国炮台。9月18日，一次海陆空联合进攻行动受命出发，以占领萨雷马岛及穆胡岛。海军的主要组成部分是由旗舰毛奇号率领的公海舰队第三战列分舰队。第四分舰队包括四艘国王级战列舰，并在此时加入了巴伐利亚号。第五分舰队则由五艘皇帝级战列舰组成。连同九艘轻巡洋舰、三艘鱼雷艇编队和几十艘水雷艇，整个出战规模约为300艘舰船，并有超过100架飞机和6艘飞艇提供空中支援。共有约24600名官兵参与此次入侵。抗击部队的力量则包括原俄国的前无畏舰光荣号和太子号，装甲巡洋舰巴彦号、马卡罗夫将军号和蒂亚娜号，26艘驱逐舰，以及若干鱼雷艇和炮艇。而萨雷马岛的驻军人数约为14000人。
行动开始于10月12日，当毛奇号、巴伐利亚号和国王级战列舰开始轰击塔加拉赫湾的俄国岸基炮台。同时，皇帝级战列舰用于攻击瑟尔韦半岛的炮台，目的是稳固穆胡岛和希乌马岛之间的航道，这将封锁俄国舰只在海湾的唯一退路。然而，大选帝侯号和巴伐利亚号却在行动中撞上了敌方水雷，却仍然移动至预定海域的射击阵位；前者的受损程度较轻，但巴伐利亚号则遭到重创，并不得不撤回基尔进行大修。
10月16日，德军决定分离部分入侵舰队以清除穆胡岛的俄国海军力量，当中包括两艘俄国前无畏舰。为此，国王号和王储号，连同巡洋舰斯特拉斯堡号和科尔贝格号以及一些小型舰只，被遣往迎战俄国战列舰。它们是在10月17日清晨抵达，但受制于俄国的深水雷区，这些舰船临时停留在湾处。而当德国人发现俄国战列舰的305毫米炮超出己方305毫米炮的射程后，他们感到十分错愕。俄国舰只设法保持足够宽的距离，以防止德国战列舰能够进行还击，同时仍然维持对德国舰只进行有效射击——在若干阵位的德国舰只不得不采取机动规避来避开俄国炮弹。然而在上午10时，扫雷艇清理了穿越雷区的路径，国王号和王储号冲入湾区与俄国战列舰正面交锋，其中国王号与光荣号对决，王储号则同时向光荣号和巴彦号开火。俄国舰只被击中数十次，直至10时30分由俄国海军总司令、海军上将米哈伊尔·巴希雷夫下令撤退。光荣号由于受损严重无法逃脱，但它被俄方凿沉，同时船员被疏散至另一艘驱逐舰。
至10月20日，海军行动有效结束，俄国舰船皆遭摧毁或被迫撤退，德国军队则成功控制里加湾诸岛。然而在10月29日，藩侯号却在返回德国期间撞上了水雷。

### 结局
随着德国在1918年11月投降，公海舰队的大部分舰只在海军少将路德维希·冯·罗伊特的指挥下，被扣留在斯卡帕湾的英国海军基地。在落实凡尔赛条约的谈判过程中，舰队仍然维持拘禁状态。罗伊特推断英国方面将在6月21日，即谈判到期而无法达成协议的情况下会强行抢占德国军舰，却不知该期限已被延长至6月23日。为了防止这种情况，他决定第一时间凿沉己方舰只。6月21日上午，英国舰队离开斯卡帕湾进行训练演习；11时20分，罗伊特向全体德国军舰下达了他的命令。
在四艘国王级战列舰中，王储号是最先沉没的。它于13时15分滑落至斯卡帕湾水域之下。其次是大选帝侯号，它的沉没发生于15分钟后，即13时30分。国王号在大约14时沉没，但藩侯号直至16时45分才下沉；它是其中一艘最后凿沉的主力舰——只有兴登堡号战列巡洋舰的下沉时间在其之后，时间为17时。大选帝侯号最终在1938年4月29日捞起。舰只被拖曳至罗塞斯，并在那里被破碎为废金属。其它三艘舰则留在了海底，尽管残骸已于1962年售予英国。

## 脚注
1. ↑  Herwig，第62頁.
2. ↑  Herwig，第63頁.
3. ↑  Gardiner & Gray，第135頁.
4. 1 2  Gröner，第27頁.
5. 1 2 3 4 5 6 7 8 9 10 11 12  Gröner，第28頁.
6. 1 2  Tarrant，第286頁.
7. 1 2 3  Breyer，第276頁.
8. 1 2  Gardiner & Gray，第147–148頁.
9. ↑  Herwig，第70頁.
10. ↑  NavWeaps (30.5 cm/50).
11. 1 2  NavWeaps (15 cm/45).
12. ↑  NavWeaps (8.8 cm/45).
13. ↑  NavWeaps (Torpedoes).
14. ↑  Gröner，第27–28頁.
15. 1 2  Tarrant，第31頁.
16. ↑  Tarrant，第32頁.
17. ↑  Tarrant，第33頁.
18. ↑  Tarrant，第53頁.
19. ↑  Tarrant，第54頁.
20. ↑  Tarrant，第94–95頁.
21. ↑  Tarrant，第100–101頁.
22. ↑  Tarrant，第110頁.
23. ↑  Tarrant，第110–111頁.
24. ↑  Tarrant，第111頁.
25. ↑  Tarrant，第114頁.
26. ↑  Tarrant，第116頁.
27. ↑  Tarrant，第137頁.
28. ↑  Tarrant，第138頁.
29. ↑  Tarrant，第140頁.
30. ↑  Tarrant，第263頁.
31. ↑  Massie，第682頁.
32. ↑  Massie，第683頁.
33. ↑  Halpern，第213頁.
34. ↑  Halpern，第214–215頁.
35. 1 2  Halpern，第215頁.
36. ↑  Halpern，第218頁.
37. ↑  Halpern，第219頁.
38. ↑  Tarrant，第282頁.
39. ↑  Herwig，第256頁.
40. ↑  Gröner，第51頁.